# Alberto Machimbarrena
Alberto Machimbarrena Aguirrebengoa (San Sebastián, 31 marzo 1888 – Guadarrama, 19 luglio 1923) è stato un calciatore spagnolo, di ruolo centrocampista.

## Carriera
Col Real Madrid vinse una Coppa di Spagna e due Campionati regionali. Morì a soli 35 anni di tubercolosi.

## Palmarès
- Coppa di Spagna: 1

Real Madrid: 1917